# Клясак-Малий
Клясак-Малий (пол. Klasak Mały) — село в Польщі, у гміні Скомлін Велюнського повіту Лодзинського воєводства.
У 1975-1998 роках село належало до Серадзького воєводства.